# Miloševci
Miloševci (szerbül: Милошевци), település Bosznia-Hercegovinában, Laktaši községben, Bosanska krajina területén, a Szerb Köztársaságban. 

## Fekvése
Bosznia-Hercegovina északi részén, Banja Lukától légvonalban 18, közúton 25 km-re észak-északkeletre, községközpontjától légvonalban 3, közúton 6 km-re délkeletre, az Orbász jobb partján, 125-240 méteres magasságban fekszik. A falu szeres típusú, a házak a családokról elnevezett csoportokban találhatók, melyek közül a legnagyobbak: Vujanići, Vujmilovići, Kneževići, Malkići, Pejčinovići és Savići. Boškovići, Drugovići, Milosavci és Čardačani falvakkal határos. A nyugati oldalon az Orbász, az északi oldalon a Crkvena folyik. A vízfolyásokból a Tikvenjak és a Tutnjevac-patakok a nagyobbak. A terep túlnyomórészt dombos, kivéve Vrbas és Crkvena mente. Határának felét erdő borítja. Magaslatai közül a Vujmilovića, a Pejčinovića brdo, a Varda és a Vujanića strana az ismertebbek. A faluban nincs templom vagy temető, ezért a helyiek a čardačani templomba járnak, és a čardačani temetőbe temetkeztek. A faluban van egy élelmiszerbolt.

## Népessége
| Nemzetiségi csoport | Népesség 1991 | Népesség 2013 |
| ------------------- | ------------- | ------------- |
| Szerb               | 341           | 261           |
| Bosnyák             | 3             | 0             |
| Horvát              | 0             | 1             |
| Jugoszláv           | 0             | 0             |
| Egyéb               | 1             | 4             |
| Összesen            | 345           | 266           |

## Története
A lakosság eredetéről és a falu nevéről nincs megbízható adat. A település 1878-ig tartozott az Oszmán Birodalomhoz, ekkor a berlini kongresszus határozata alapján az Osztrák-Magyar Monarchia része lett. 1879-ben az első osztrák-magyar népszámlálás során a Banja Luka-i járáshoz tartozó településnek 35 háztartása és 259 ortodox lakosa volt. 1910-ben a Banja Luka-i járáshoz tartozó településen 54 háztartást, 370 ortodox és 3 muszlim lakost találtak. A monarchia szétesésével 1918-ban előbb a Szerb-Horvát-Szlovén Királyság, majd 1929-től a Jugoszláv Királyság része. 1921-ben a községnek 64 háztartása és 413 lakosa volt. Az 1929-es törvény értelmében, amikor Bosznia-Hercegovinát négy banovinára, Drinskára, Vrbaskára, Zetskára és Primorskára osztották, a település a Vrbaska banovina része lett, amelynek székhelye Banja Luka volt. 
Jugoszlávia megszállása után a Független Horvát Állam (NDH) része lett. A második világháború után a szocialista Jugoszláviához tartozott. A daytoni békeszerződést követő területfelosztásnál Laktaši község részeként a Szerb Köztársaság területéhez került.  2011 végén a falunak 92 háztartása, 135 háza és nyaralója volt, a háztartásokban pedig 279 szerb lakott.

## Oktatás
A faluban volt egy iskola, amely 1963-ban megszűnt. A gyerekek Boškovićiben, Kriškovciban és Laktašiban járnak általános iskolába.

## Infrastruktúra
A falu fele 1969-ben kapott áramot (a falu Vrbashoz közelebb eső része), a többi rész csak 1973-ban. A telefonkapcsolatokat 2000-ben vezették be. A falu vízellátó rendszerét a szomszédos Čardačaniból vezették be 1977-ben.